# Football Club des Girondins de Bordeaux 1964-1965
Questa voce raccoglie le informazioni riguardanti il Football Club des Girondins de Bordeaux nelle competizioni ufficiali della stagione 1964-1965.

## Stagione
Nel corso del campionato il Bordeaux si inserì nel folto gruppo che concorse per la prima posizione, concludendo il girone di andata al comando. Nella seconda metà del girone di ritorno i girondini subirono l'emergere del Nantes, da cui si fecero definitivamente superare alla penultima giornata. Il Bordeaux affrontò il Nantes anche in Coppa di Francia, incontrandolo ai trentaduesimi di finale e facendosi eliminare dopo essere passati in vantaggio per 2-0. Il Bordeaux uscì anche al primo turno di Coppa delle Fiere, non riuscendo a rimontare nella gara casalinga di ritorno il 4-1 subìto all'andata contro il Borussia Dortmund.

## Maglie e sponsor
Fonte:
| Manica sinistra · Maglietta · Maglietta · Manica destra · Pantaloncini · Calzettoni |

## Rosa
| N. |                    | Ruolo | Calciatore          |
| -- | ------------------ | ----- | ------------------- |
|    | Francia (bandiera) | P     | Christian Montes    |
|    | Francia (bandiera) | P     | Jean-Claude Ranouil |
|    | Francia (bandiera) | D     | Bernard Baudet      |
|    | Francia (bandiera) | D     | Jean Bidegarray     |
|    | Francia (bandiera) | D     | Guy Calleja         |
|    | Francia (bandiera) | D     | André Chorda        |
|    | Francia (bandiera) | D     | Jean-Claude Dubouil |
|    | Togo (bandiera)    | D     | Gilbert Moevi       |
|    | Spagna (bandiera)  | D     | Francisco Navarro   |
|    | Francia (bandiera) | D     | Claude Rey          |
|    | Camerun (bandiera) | C     | Gabriel Abossolo    |
|    | Francia (bandiera) | C     | Gérard Bertrand     |
|    | Francia (bandiera) | C     | Michel Coustou      |

| N. |                    | Ruolo | Calciatore          |
| -- | ------------------ | ----- | ------------------- |
|    | Francia (bandiera) | C     | Roland Guillas      |
|    | Francia (bandiera) | C     | Jean-Louis Leonetti |
|    | Algeria (bandiera) | C     | Mohamed Tayeb       |
|    | Francia (bandiera) | C     | Yves Texier         |
|    | Francia (bandiera) | C     | René Wolnin         |
|    | Francia (bandiera) | A     | Didier Couécou      |
|    | Francia (bandiera) | A     | Héctor De Bourgoing |
|    | Francia (bandiera) | A     | Henri Duhayot       |
|    | Mali (bandiera)    | A     | Karounga Keïta      |
|    | Francia (bandiera) | A     | Jean-Louis Massé    |
|    | Francia (bandiera) | A     | Hervé Othily        |
|    | Francia (bandiera) | A     | Laurent Robuschi    |
|    | Marocco (bandiera) | A     | Brahim Zahar        |

## Risultati

### Coppa di Francia
| Arbitro: | Bondon |

|                                                 |           |                              |
| Baudet 37’ (aut.) Le Chenadec 53’ Boukhalfa 64’ | Marcatori | 22’ De Bourgoing 35’ Couécou |

### Coppa delle Fiere
| Arbitro: | Boogaerts |

|                                                     |           |             |
| Straschitz 29’ (rig.) Konietzka 82’ Brungs 85’, 89’ | Marcatori | 49’ Couécou |

| Arbitro: | Bueno Perales |

|                       |           |  |
| Keïta 40’ Guillas 62’ | Marcatori |  |

## Statistiche

### Andamento in campionato
| Giornata  | 1 | 2 | 3 | 4 | 5 | 6 | 7  | 8 | 9  | 10 | 11 | 12 | 13 | 14 | 15 | 16 | 17 | 18 | 19 | 20 | 21 | 22 | 23 | 24 | 25 | 26 | 27 | 28 | 29 | 30 | 31 | 32 | 33 | 34 |
| --------- | - | - | - | - | - | - | -- | - | -- | -- | -- | -- | -- | -- | -- | -- | -- | -- | -- | -- | -- | -- | -- | -- | -- | -- | -- | -- | -- | -- | -- | -- | -- | -- |
| Luogo     | T | C | T | C | T | C | T  | C | C  | T  | C  | T  | C  | T  | C  | T  | C  | T  | C  | T  | C  | T  | C  | T  | T  | C  | C  | T  | C  | T  | T  | C  | T  | C  |
| Risultato | V | V | P | V | P | N | P  | V | P  | N  | V  | N  | V  | P  | N  | V  | V  | V  | V  | N  | V  | P  | V  | N  | P  | V  | P  | N  | V  | P  | V  | V  | N  | N  |
| Posizione | 9 | 2 | 5 | 3 | 6 | 5 | 11 | 6 | 10 | 11 | 8  | 8  | 5  | 8  | 7  | 4  | 4  | 2  | 1  | 1  | 1  | 2  | 1  | 1  | 2  | 1  | 3  | 3  | 3  | 3  | 2  | 2  | 2  | 2  |

Fonte:  France » Ligue 1 1964/1965, su worldfootball.net.
Legenda:

Luogo: C = Casa; T = Trasferta. Risultato: V = Vittoria; N = Pareggio; P = Sconfitta.